# Tecelagem Vânia
A Tecelagem Vânia foi estabelecida por Lauro Xerfan, oriundo da Ilha de Marajó, em abril de 1953.

## História
Lauro Xerfan chegou em São Paulo em 1941 e com sua reserva financeira, conseguiu adquirir dois teares..
Já em 1953, com cento e trinta teares, ele adquire o prédio na rua Ibitirama, esquina com a avenida Anhaia Mello de uma outra tecelagem que estava falindo, e em homenagem à sua filha Vânia, inaugura a Tecelagem Vânia. Utilizando-se de propagandas e anúncios na rádio, principal meio de comunicação da época, e também na televisão, conseguiu divulgar sua empresa e era comum ter filas de madrugada para adquirirem os produtos da Tecelagem Vânia localizada na Vila Prudente.
Contribuíram também para a divulgação da empresa os vários eventos que patrocinou, além de fazer propaganda via folhetos e cartazes.